# Niederhedfeld
Niederhedfeld ist eine Hofschaft in Halver im Märkischen Kreis im Regierungsbezirk Arnsberg in Nordrhein-Westfalen (Deutschland).

## Lage und Beschreibung
Niederhedfeld liegt auf einer Höhe von 356 Meter über Normalnull im südlichen Halver an der Stadtgrenze zu Kierspe. Südlich des Ortes liegt ein Seitenarm der Kerspetalsperre. Der Ort ist von einer Stichstraße erreichbar, die zwischen Hinterhedfeld und der Schanzmannsmühle von der Kreisstraße K3 abzweigt. Weitere Nachbarorte sind Giersiepen, Bommert, Niederbommert, Borkshof und Kierspe-Mühlen.
An  Hinterhedfeld fließt der Schultenhedfelder Bach (auch Hemmecke genannt) vorbei, der kurz darauf in die Talsperre mündet. Südlich des Ortes ist ein aus Richtung des Kerspetals kommender Hohlweg als Kulturdenkmal geschützt.

## Geschichte
Niederhedfeld wurde erstmals 1600 urkundlich erwähnt, die Entstehungszeit der Siedlung wird aber im Zeitraum zwischen 1300 und 1400 in der Folge der zweiten mittelalterlichen Rodungsperiode vermutet. Niederhedfeld ist ein Abspliss von Schulten Hedfeld.
1818 lebten 24 Einwohner im Ort. 1838 gehörte Niederhedfeld als Niedern-Hedfeld der Bommerter Bauerschaft innerhalb der Bürgermeisterei Halver an. Der laut der Ortschafts- und Entfernungs-Tabelle des Regierungs-Bezirks Arnsberg als Hof kategorisierte Ort besaß zu dieser Zeit sieben Wohnhäuser, zwei Fabriken bzw. Mühlen und sechs landwirtschaftliche Gebäude. Zu dieser Zeit lebten 44 Einwohner im Ort, allesamt evangelischen Glaubens.
Das Gemeindelexikon für die Provinz Westfalen von 1887 gibt für Nieder Hedfeld eine Zahl von 32 Einwohnern an, die in sieben Wohnhäusern lebten.
Seit dem Frühmittelalter (nach anderen Angaben seit frühgeschichtlicher Zeit) führte östlich an Niederhedfeld eine bedeutende Altstraße vorbei, der Handels-, Pilger- und Heerweg von Hagen über Breckerfeld, Halver und Rönsahl nach Siegen. Die Hohlwege südöstlich des Orts stammen von dieser Altstraße.